# Krasnohirka, Ciudniv
Krasnohirka (în ucraineană Красногірка) este localitatea de reședință a comunei Krasnohirka din raionul Ciudniv, regiunea Jîtomîr, Ucraina.

## Demografie
Componența lingvistică a localității Krasnohirka
     Ucraineană (99,25%)
     Alte limbi (0,38%)
Conform recensământului din 2001, majoritatea populației localității Krasnohirka era vorbitoare de ucraineană (99,25%), existând în minoritate și vorbitori de alte limbi.